# Eaton (Shropshire)
Pour les articles homonymes, voir Eaton.
Eaton ou Eaton Constantine est un village du Shropshire en Angleterre.

## Géographie
Il est situé entre Atcham et Buildwas sur la route B4380 près de The Wrekin.

## Personnalité
- Richard Baxter (1615-1691), théologien, y a vécu.